# 津芝叛亂

津芝叛乱地图

津芝叛亂（羅馬化：Thawrat al-Zanj/Zinj），又称赞吉叛乱、赞吉起义、辛吉起义等，是869年—883年發生的黑奴反阿巴斯王朝哈里發動亂，地點在現今伊拉克南部城市巴士拉附近。
叛亂被認為涉及津芝，即来自東非的黑人的奴隸，他们被抓往伊拉克的甘蔗園或成为挖水道清除鹽沼奴隸，此次起事便是為抗議他們待遇發起。叛軍領導人阿里·本·穆罕默德自稱阿里的後裔，並宣稱自己是馬赫迪。他答應奴隸自由和財富，並控制伊拉克南部並建立自己的首都被稱為Moktara（al-Mukhtarah），位于巴士拉以南。哈里發派出龐大的軍隊和眾多的指揮官，以鎮壓叛亂，但其中大部分被叛軍發動的游擊戰屠殺。
革命接近尾聲，大部分以前的奴隸自己開始變成主人，返回叛亂前狀態。
879年，波斯起義結束後，哈里發回軍鎮壓津芝叛亂。在881，阿拔斯王朝更好的訓練有素和裝備更好的軍隊包圍和寡不敵眾的津芝各方。當年秋天攻陷首都Moktara，叛亂結朿。大多數黑奴加入哈里發軍隊，其他的死於逃亡途中。
10世纪後，黑奴不再被大規模用于從事生產，而多用於家庭勞動。